# Дітінген
Дітінген (нім. Dietingen) — громада в Німеччині, знаходиться в землі Баден-Вюртемберг. Підпорядковується адміністративному округу Фрайбург. Входить до складу району Ротвайль.
Площа — 42,25 км2. Населення становить 4203 ос. (станом на 31 грудня 2020).